# Sergej Pahor
Sergej Pahor, slovenski fizik, * 7. december 1930, Postojna, † 6. julij 2006, Ljubljana. 

## Življenje in delo
Pahor je diplomiral leta 1958 in doktoriral leta 1964 na Fakulteti za naravoslovje in tehnologijo v Ljubljani (kasneje FMF), kjer je predaval kot univerzitetni učitelj od leta 1959, od 1969 kot izredni, od 1975 kot redni profesor. V letih 1975 do 1990 je bil sodelavec IJS. Strokovno se je izpopolnjeval na Univerzi Michigana v Ann Arborju, ZDA. 
Vodil je fizikalni praktikum in predaval fiziko v prvem letniku, zraven pa še matematično fiziko, teoretično fiziko, mehaniko kontinuov in slučajne procese. Raziskovalno področje njegovega dela so matematični problemi in modelska analiza v fiziki in medicini. Objavil je več kot? 33 znanstvenih člankov in dva učbenika. Skupaj s kolegom s fakultete, matematikom Antonom Suhadolcem sta leta 1974 prejela Kidričevo nagrado za rešitev dolgo časa odprtega problema v transportni teoriji, dokaza kompletnosti vektorskih lastnih funkcij v polneskončnem mediju. Študirala sta linearizirano Boltzmannovo enačbo in dokazala, da ustrezne lastne funkcije sestavljajo kompleten sistem.

## Izbrana dela
- Albedo in Milnejev problem za termalne nevtrone
- Večkratno sipanje in problem inverznega albeda
- Prehod svetlobe skozi debele plasti motne snovi
- Uvod v analitično mehaniko (učbenik, 1989)
- Uvod v ravnovesno statistično fiziko (učbenik, 2001)